# Pięciolinie
Pięciolinie (również jako Pięciolinnie) – polski zespół bigbitowy założony w 1963 w Gdańsku. Istniał do 1965, kiedy członkowie zespołu powołali Czerwone Gitary.

## Działalność grupy
Zespół został założony w 1963 przy Klubie Przyjaciół Piosenki Klubu Studentów Wybrzeża Żak w Gdańsku, z inicjatywy gitarzysty basowego Henryka Zomerskiego. W pierwszy skład bigbeatowej grupy weszło: dwóch wokalistów (Bernard Dornowski i Marek Szczepkowski), dwóch gitarzystów (Tadeusz Mróz i Andrzej Jasiński), pianista Daniel Danielowski, basista Henryk Zomerski oraz perkusista Jerzy Kowalski. Wkrótce ze składu odeszli Kowalski i Jasiński, nowym perkusistą został Jerzy Skrzypczyk, a trzecim wokalistą – Seweryn Krajewski. Muzycy w tym składzie zadebiutowali jako zespół w listopadzie 1963 roku.
Szybko zdobyli popularność na Wybrzeżu. Uchodzili za jeden z najpopularniejszych (obok grupy Tony) zespołów muzycznych Trójmiasta. Grali covery piosenek grupy The Beatles oraz autorskie kompozycje, m.in. „Nad morzem”, „Licz do stu”, „Taka jak ty” i „Chciałbym być przy tobie”. 25 marca 1964 prezentowali się w Gdańsku na imprezie estradowej Studencka Piosenka Miesiąca, zapowiadani jako „zespół specjalizujący się w nowoczesnej, młodzieżowej muzyce rozrywkowej, muzyce modnej zresztą, muzyce surfowej”. Zawarli z Estradą umowę na cykl koncertów objazdowych, co stawiało w trudnej sytuacji uczących się w różnego typu szkołach muzyków: Bernarda Dornowskiego, Henryka Zomerskiego, Jerzego Skrzypczyka, Seweryna Krajewskiego, którzy nie mogli całkowicie opuścić szkoły. Wymagania Estrady trudne były do przyjęcia również ze względu na dużą liczbę występów w tygodniu, co groziło całkowitym wyeksploatowaniem sprzętu, gdyż nie przewidywał czasu niezbędnego na przeglądy i naprawy. Z tego względu Kossela, Klenczon, Dornowski i Zomerski (którzy równolegle tworzyli utajony zespół „Grupa X”) postanowili odejść z Pięciolinii, do czego doszło po balu sylwestrowym w Stoczni Gdańskiej w nocy z 1964 na 1965.
3 stycznia 1965 Jerzy Kossela spotkał się z muzykami „Grupy X”, a także z Franciszkiem Walickim, Adamem Dudzińskim (kierownikiem Klubu Stoczni Gdańskiej „Ster”) oraz Sewerynem Krajewskim i Jerzym Skrzypczykiem. Na spotkaniu przedstawił koncepcję nowego zespołu – chciał przekształcić go w grupę zdolną do występów na scenie, zaproponował też nadanie jej bardziej przystępnej, barwniejszej nazwy – padły dwie propozycje: „Czerwone Gitary” (zaproponował ją Walicki) i „Maskotki” (zaproponował ją Kossela), a w głosowaniu zwyciężyła propozycja Walickiego.

## Dyskografia
źródło:

### Albumy
- Szkolne wspomnienia (CD Kameleon Records, 2016)

### Nagrania radiowe
- 25.03.1964 (nagranie live)

Molly-O [Poganiacze bydła] – instrumentalny;
Na południe od granicy [South Of The Border] – instrumentalny;
Piosenka nie na temat [Koniec lata] – wokal. M.Szczepkowski;
Fajka pokoju [Peace Pipe] – instrumentalny;
Wzburzone morze – instrumentalny;
Samotność – wokal S. Krajewski.
- 05.1964

Bociany [Gdy odlatują bociany] – instrumentalny;
Chciałbym być przy tobie – wokal M. Szczepkowski, B. Dornowski (wersja 1);
Fale Dunaju [Waves Of The Danube] – instrumentalny;
Koniec lata – wokal M. Szczepkowski;
Theme from Young Lovers – instrumentalny;
Nad morzem – wokal S. Krajewski.
- 11.07.1964

I Saw Her Standing There – wokal B. Dornowski;
Kiedy jestem sam – wokal B. Dornowski; Trzmiel – instrumentalny (wersja 1);
Zachód słońca – instrumentalny;
Roztańczone niebo – wokal S. Krajewski;
- 22-30.11.1964

Szkolne wspomnienia [Letnie wspomnienia] – wokal Zespół;
Chciałbym być przy tobie – wokal Zespół (wersja 2);
Trzmiel – instrumentalny (wersja 2);
Bo to był zły dzień – wokal M.Szczepkowski;
Taki już los mnie spotkał – wokal S.Krajewski;
Nad morzem – wokal S.Krajewski (wersja 2)
- 1992

Kiedy jestem sam – wokal B. Dornowski (remix J.Kossela);
Chciałbym być przy tobie – wokal M. Szczepkowski, B. Dornowski (remix J.Kossela)